# ارگ کهن‌دژ (توس)
ارگ کهن‌دژ در شهر توس، بنایی در نزدیکی آرامگاه فردوسی است، که با شمارهٔ ۱۷۵۸ در فهرست آثار ملی ایران ثبت شده است.

## تاریخچه
قدمت ارگ به سه دوره تاریخیِ سامانی و سلجوقی و تیموری برمی گردد. ارگ محل سکونت حکام و نظامیان و نگهداری خزاین بوده است.